# 1192 Prisma
Az 1192 Prisma (ideiglenes jelöléssel 1931 FE) a Naprendszer kisbolygóövében található aszteroida. Friedrich Karl Arnold Schwassmann fedezte fel 1931. március 17-én.